# 龙桥乡 (邻水县)
龙桥乡，是中華人民共和國四川省鄰水縣曾经下辖的一个乡。

## 沿革[2]
- 1981年12月，為在一個地區內公社不重名，達縣地區行署改雙龍人民公社管委會為龍橋人民公社管委會。1984年1月，根據中共中央體制改革要求，縣委又決定撤銷龍橋人民公社管委會，建立龍橋鄉人民政府。
- 2019年12月，撤销龙桥乡，将所属行政区域划归袁市镇管辖。[3]

## 行政区划
龙桥乡撤销前下辖以下地区：
雙龍社區、燈龍村、龍安村、黃桷村、中房村、冷家村、馬安村、黃陵村、護林村、金堂村、河壩村。